# Xpdf
Xpdf ist ein freier PDF-Betrachter für Unix-ähnliche Betriebssysteme.
Neben einem reinen Anzeigeprogramm stellt er weitere Programme bereit, die es ermöglichen, PDF-Dateien umzuwandeln, PDF-Informationen auszulesen oder im PDF-Dokument eingebettete Bilder zu extrahieren.
Xpdf ist als freie Software auch im Quelltext unter den Bedingungen von Version 2 oder späteren der GNU General Public License (GPL) verfügbar. Er ist überwiegend in der Programmiersprache C++ geschrieben und nutzt auf Unix-Systemen das GUI-Toolkit Motif unter dem X-Server. Er wurde mittlerweile auch für Windows portiert, wobei unter Windows standardmäßig nur die Programmteile lauffähig sind, die keine grafische Benutzeroberfläche erfordern (wie pdftops und pdftotext).

## Geschichte
Xpdf wurde am 12. Dezember 1995 (Version 0.2) erstmals veröffentlicht. Von der am 22. Januar 2004 erschienenen Xpdf-Version 3.0 wurde Poppler abgespalten.

## Kritik
In letzter Zeit ist Xpdf zunehmend in die Kritik geraten. Einerseits wurde das geschlossene Entwicklungskonzept kritisiert, das verhindert, dass andere Entwickler problemlos Code beitragen können, wie es bei vielen anderen Freie-Software-Projekten üblich ist. Auch stellt Xpdf keine Bibliotheken zur Verfügung, gegen die gelinkt werden kann. Programme, die auf Xpdf zurückgreifen wollen, müssen teilweise Code von Xpdf aufnehmen. Das hat zur Folge, dass Sicherheitslücken im Code von Xpdf nicht nur eine Aktualisierung von Xpdf erfordern, sondern auch aller Programme, die Xpdf enthalten.
Umstritten ist ebenfalls der Versuch, Xpdf mit so wenig Abhängigkeiten zu anderen Programmen auszustatten wie möglich. Viele Entwickler monieren, dass das nicht immer vorteilhaft ist.
Als Reaktion auf diese Kritikpunkte wurde das Projekt Poppler gegründet, eine Abspaltung von Xpdf, die nach einem neuen Modell entwickelt wird, in dem die Kritikpunkte beseitigt werden.